# Journal of Political Economy
Das Journal of Political Economy (JPE) ist eine wirtschaftswissenschaftliche Fachzeitschrift. Sie wird seit 1892 an der Universität Chicago herausgegeben und erscheint monatlich. Inhaltlich wird sowohl Grundlagenforschung als auch anwendungsbezogene Forschung veröffentlicht.

## Rezeption
Das JPE gehört zu den unter Ökonomen am meisten zitierten Journals. Das niederländische Tinbergen-Institut stuft es in seiner Bewertung ökonomischer Zeitschriften in die höchste Kategorie AA ein. Neben dem JPE erreichen nur Econometrica, The American Economic Review, Quarterly Journal of Economics, Review of Economic Studies sowie das Journal of Finance diese Bewertung. Das Zeitschriften-Ranking der britischen Association of Business Schools (2010), basierend auf Zitierungen und Begutachtungen, stuft es neben 16 anderen Wirtschaftsfachzeitschriften in die höchste Kategorie 4 ein. Eine weitere Studie der französischen Ökonomen Pierre-Phillippe Combes und Laurent Linnemer listet das Journal mit Rang 3 in die beste Kategorie AAA ein.